# Pierre-François Fournier
Pour les articles homonymes, voir Fournier.
Pierre-François Fournier, né le 19 décembre 1885 à La Forêt, Saint-Germain-Lembron (Puy-de-Dôme), où il est mort le 4 octobre 1986, est un archiviste, conservateur, historien et archéologue français.

## Biographie
Fils d'un avocat puis greffier au tribunal d'Issoire, Pierre-François Fournier suit des études de médecine, réussissant le concours de l'externat de la faculté de médecine de Paris. Il renonce néanmoins à la médecine pour intégrer l'École des chartes où il soutient en 1911 une thèse sur l'administration d'Alphonse de Poitiers en Auvergne. Inédite, elle a été publiée par les Presses universitaires Blaise Pascal en 2017. Surnuméraire à la Bibliothèque nationale de France pendant dix ans, ses compétences de médecin lui valent d'être mobilisé comme médecin auxiliaire durant la Première Guerre mondiale. Il fut prisonnier au cours du conflit. Démobilisé en 1919, il reçoit la croix de guerre 1914-1918 et la légion d'honneur. Ses photographies et ses souvenirs de guerre sont accessibles en ligne.
Archiviste départemental de Haute-Loire en 1922, il succède à Gilbert Rouchon au poste d'archiviste du Puy-de-Dôme en 1924 Il reste à ce poste vingt-cinq ans, jusqu'en 1949. Pendant cette période, il a également la responsabilité des musées du Ranquet et Bargoin entre 1947 et 1955. Premier directeur des Antiquités historiques de la circonscription archéologique Auvergne-Limousin (1942-1964), également conservateur des Antiquités et objets d'art du Puy-de-Dôme entre 1942 et 1965,.
Membre correspondant de l'Académie des Inscriptions et Belles-Lettres de 1957 à 1986, Pierre-François Fournier est engagé dans de nombreuses associations scientifiques locales, au premier titre desquelles l'Académie des sciences, belles-lettres et arts de Clermont-Ferrand dont il est le secrétaire général de 1930 à sa mort,. Il est par ailleurs, à sa mort, le doyen de la société française de numismatique.
Son fils Gabriel Fournier est également médiéviste, ancien professeur d'histoire médiévale à l'université Blaise Pascal, spécialiste de l'Auvergne et particulièrement de son peuplement.

## Recherches
Par ses recherches, Pierre-François Fournier s'inscrit dans la ligne de l'école méthodique, tout en restant ouvert à l'évolution de la science historique (école des Annales).
Chercheur éclectique, Pierre-François Fournier s'intéresse à une multitude de disciplines pouvant nourrir le discours historique : archéologie, onomastique, toponymie... Dans le domaine de l'épigraphie, Bernard Rémy n'a pas hésité à le qualifier de « véritable successeur d'Otto Hirschfeld [en Auvergne] ». Robert-Henri Bautier écrit en 1986 : « Mais à quoi ne vous êtes-vous pas intéressé dès lors que votre Auvergne était en cause ? » Particulièrement attaché à son Auvergne natale, Pierre-François Fournier se fait notamment remarquer pour la défense de la localisation du site de Gergovie mais aussi pour les prospections pédestres qu'il mène avec son fils Gabriel Fournier. Les travaux menés dès la fin des années 1990 par Frédéric Trément prennent pour point de départ les recherches de Pierre-François et Gabriel Fournier. Il est le premier à calquer les limites de la cité des Arvernes sur celles de l'ancien diocèse de Clermont, méthode depuis confirmée. En tant que directeur des Antiquités historiques, il est également chargé de la rédaction des notices d'actualités archéologiques de la revue Gallia.
Ses recherches ont porté également sur les chartes de franchises, la magie et la sorcellerie, les sarcophages, l'hagiographie,...
Une partie de ses archives a été déposée aux Archives départementales du Puy-de-Dôme dans la sous-série 28 J.

## Publications
Les publications de Pierre-François Fournier totalisent plus de trois-cents articles, contributions et ouvrages. Plusieurs inventaires en ont été faits.
- Pierre-François Fournier, Étude sur l’administration d’Alfonse de Poitiers dans la terre d’Auvergne : édition critique de la thèse soutenue par l’auteur à l’École nationale des chartes en janvier 1911, Clermont-Ferrand, Presses Universitaires Blaise Pascal, coll. « Histoires croisées », 2017 (1re éd. 1911 : thèse), 243 p. (ISBN 978-2-84516-767-4)
- Pierre-François Fournier, Conseils pratiques pour le classement et l'inventaire des archives et l'édition des documents historiques écrits, Paris, Honoré Champion, coll. « Publications de la Société des études locales / Section de la Haute-Loire » (no 4), 1924 (BNF 32121948)
- Pierre-François Fournier, Les Ouvrages de pierre sèche des cultivateurs d'Auvergne et la prétendue découverte d'une ville aux côtes de Clermont, Clermont-Ferrand, Imprimerie générale, 1933 (BNF 34090235)
- Pierre-François Fournier, Les fouilles de Gergovie depuis le XVIIIe siècle jusqu'à la constitution du comité "Pro Gergovia", leur histoire, leurs résultats, Clermont-Ferrand, Editions du comité Pro Gergovia, 1935 (BNF 34092854)
- Pierre-François Fournier, Le Bourbonnais, Paris, Boccard, 1936 (BNF 32121945)
- Pierre-François Fournier, Issoire, esquisse historique, Issoire, A. Vessely, 1936 (BNF 32121955)
- Pierre-François Fournier, La conquête de l'Auvergne pour Philippe Auguste 1211-1212. Récit de Guillaume le Breton, Clermont-Ferrand, Imprimerie générale, 1937 (BNF 35722278)
- Émile Desforges, Pierre-François Fournier, Jean-Jacques Hatt et Franck Imberdis, Nouvelles recherches sur les origines de Clermont-Ferrand, Clermont-Ferrand, Institut d'études du Massif central, 1970 (BNF 35290022)
- Pierre-François Fournier, « Anciennes routes de Clermont au Gévaudan par la région de Brioude », Almanach de Brioude, Brioude,‎ 1970
- Arsène Bonnefoi et Pierre-François Fournier, « Le souterrain de la Roche Cavée à Agnat », Almanach de Brioude, Brioude,‎ 1971
- Pierre-François Fournier, Magie et sorcellerie : essai historique, Moulins, Ipomée, 1979, 453 p. (ISBN 2-86485-008-7)
- Pierre-François Fournier, « Recherches sur l’histoire de l’Auvergne, 2/ Ruines de villages bâtis à pierre sèche et abandonnés », Bulletin historique et scientifique de L’Auvergne, t. 89,‎ 1979, p. 265-311
- Gabriel Fournier et Pierre-François Fournier, « La vie pastorale dans les montagnes du Centre de la France. Recherches historiques et archéologiques », Bulletin historique et scientifique de l'Auvergne, t. 91, no 676,‎ 1983, p. 199-358 (ISSN 1153-2602)
- Pierre-François Fournier et Pascal Guébin (éd.), Enquêtes administratives d'Alfonse de Poitiers : arrêts de son Parlement tenu à Toulouse et textes annexes : 1249-1271, Paris, Imprimerie nationale, coll. « Collection de documents inédits sur l'histoire de France » (OCLC 715690235)

## Distinctions
- Chevalier de la Légion d'honneur
- Officier de l'ordre des Palmes académiques
- Commandeur de l'ordre des Arts et des Lettres
- Croix de guerre 1914–1918